# エアスピード エンボイ
エアスピード AS.6 エンボイ
マンチェスター空港に駐機するエンボイ（1948年）
- 用途：旅客機、輸送機
- 設計者：A・H・ティルトマン
- 製造者：エアスピード社（英語版）
- 運用者 イギリス空軍
  -  オーストラリア
  -  スペイン
  -  スペイン
  -  日本
  -  フィンランド
- 初飛行：1934年6月26日
- 生産数：52機
- 生産開始：1934年
- 退役：1951年
- 運用状況：退役

エアスピード AS.6 エンボイ（Airspeed AS.6 Envoy）とは、イギリスのエアスピード社製の双発レシプロ軽旅客機・輸送機である。

## 概要
初飛行は1934年6月で、引込脚を持つ当時としては近代的な航空機であったが、英国機らしく構造材は木製である。第二次世界大戦時のイギリス空軍の主力上級練習機の一つだったオックスフォードや、エアレース用のヴァイスロイの原型となった機体でもある。当時の旅客機としては比較的多い52機が生産され、イギリス以外にもオーストラリアやチェコ、スペイン等に輸出された。また、日本においても1935年6月に2機が輸入され、海軍がエンボイ輸送機（略符号LXM1）と称して試用したほか、三菱でひなづる型旅客輸送機の名でライセンス生産が行われた。
大戦後、オックスフォードを民間向けに改造したコンサルが開発され、軽旅客機として販売された。

## スペック（AS.6J エンボイIII）
- 全幅: 15.9 m
- 全長: 10.50 m
- 全高: 2.8m
- 機体重量: 2,930 kg
- エンジン: アームストロング・シドレー チーターIX 空冷7気筒 350hp × 2
- 最大速度: 338 km/h
- 巡航速度: 309 km/h（高度2,230mでエンジン出力75%の場合）
- 航続距離: 1,046 km（高度3,050mでエンジン出力62.5%の場合）
- 上限高度: 6,858 m
- 乗員: 1名
- 乗客: 6名

## 派生機
AS.6
原型機及び初期生産モデル。ウォルズレー A.R.9（200hp）装備。5機製造。
AS.6A
アームストロング・シドレー リンクス IVC（240hp）装備。5機製造。
AS.6D
ライト R-760-E2 ファールウィンド7（350hp）装備。8機製造。
AS.6E
ウォルター カスター（340hp）装備。5機製造。
AS.6G
ウォルズレー スコーピオI（250hp）装備。
AS.6H
ウォルズレー エアリーズIII（225hp）装備。1機製造。
AS.6J
軽旅客機モデル。27機製造。
AS.6JC
AS.6Jの軍事転用型（貨物輸送型）。7.7mm機銃× 2基装備。4機製造。
AS.6JM
AS.6Jの軍事転用型（兵員輸送型）。7.7mm機銃× 2基装備。3機製造。
AS.6K
3機製造。
AS.8 ヴァイスロイ
エンボイを基にレース用に1機のみ製造された機体。スーパーチャージャー付アームストロング・シドレー チーターVI（290hp）装備。
LXM1 エンボイ輸送機
日本海軍航空隊が評価用に購入した機体の呼称。
ひなづる型旅客輸送機
三菱によるライセンス生産機。エンジンは陣風もしくはアームストロング・シドレー リンクス、ウォルズレー エアリーズIIIのライセンス生産型を装備。1936年から1938年にかけて8機製造。